# Sérénade (film, 1927)
Pour plus de détails, voir Fiche technique et Distribution.
Sérénade (Serenade) est un film américain réalisé par Harry d'Abbadie d'Arrast, sorti en 1927.

## Fiche technique
- Titre original : Serenade
- Titre français : Sérénade
- Réalisation : Harry d'Abbadie d'Arrast
- Scénario : Ernest Vajda
- Photographie : Harry Fischbeck
- Pays d'origine : États-Unis
- Format : Noir et blanc - 1,33:1 - Mono
- Genre : drame
- Date de sortie : 1927

## Distribution
- Adolphe Menjou : Franz Rossi
- Kathryn Carver : Gretchen
- Lawrence Grant : Josef Bruckner
- Lina Basquette : la danseuse